# 교황 프란치스코의 죽음과 장례
2025년 4월 21일(부활절 월요일) 오전 7시 35분 CEST (UTC+2)에 교황 프란치스코가 바티칸 시국의 성녀 마르타의 집에서 88세의 나이로 사망했다. 그의 사망은 바티칸 미디어의 방송과 같은 날 오전 9시 45분에 나온 영상 성명을 통해 추기경 케빈 패럴이 발표했다. 프란치스코 교황은 2013년 3월 13일에 선출된 이후 12년 동안 가톨릭 교회의 수장인 교황으로 재임했다. 그는 2005년 요한 바오로 2세에 이어 21세기에 재임 중 사망한 두 번째 교황이었다.
프란치스코 교황은 한 달 전 호흡기 감염과 폐렴으로 5주간 병원에 입원한 후 사망했다. 공식적으로 사망 원인은 뇌졸중과 심장 마비로 기록되었다. 프란치스코 교황의 레퀴엠 미사는 그의 사망 5일 후인 4월 26일에 거행되었고, 산타마리아 마조레 대성전에 묻혔다. 프란치스코 교황의 후임자를 결정하는 콘클라베는 5월 7일에 시행될 예정이다.